# Anne Huits
Anne Huits (Wisch, 21 augustus 1944) is een Nederlands schrijfster, die sinds 1985 woont en werkt in Suriname. Huits is Hoofd Opleiding Vorming & Training bij het Opleidingscentrum van Telesur, de Surinaamse telefoonmaatschappij. Zij debuteerde met de monoloog `Jozefien' in de Vrouwenbundel (1993). Met het verhaal `Op de plaats rust' won zij de tweede prijs in een verhalenwedstrijd uitgeschreven door de redactie van De Ware Tijd Literair. Het verhaal verscheen samen met twee andere verhalen van haar hand in de bundel Het merkteken en andere verhalen (1997). Het werd herdrukt in de bloemlezing Mama Sranan; 200 jaar Surinaamse verhaalkunst (1999). In 2012 bracht ze het boek Wat een mop uit, bedoeld voor beginnende lezers.
- Digitale Bibliotheek voor de Nederlandse Letteren: huit004
- Nederlandse Thesaurus van Auteursnamen: 382033795
- Virtual International Authority File: 311827004